# 여대에 대한 사회적 인식

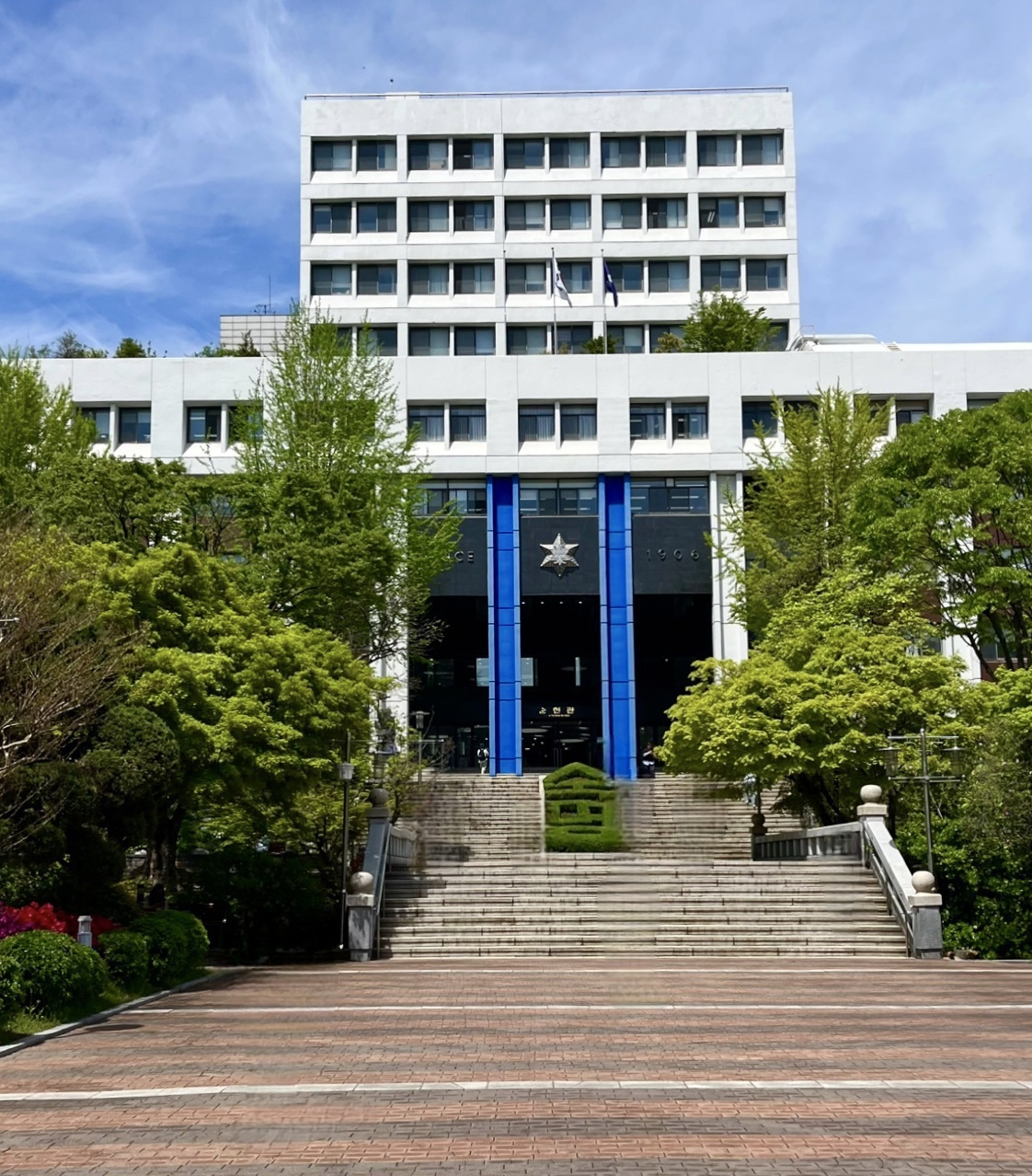
숙명여대 1캠퍼스 순헌관의 전경

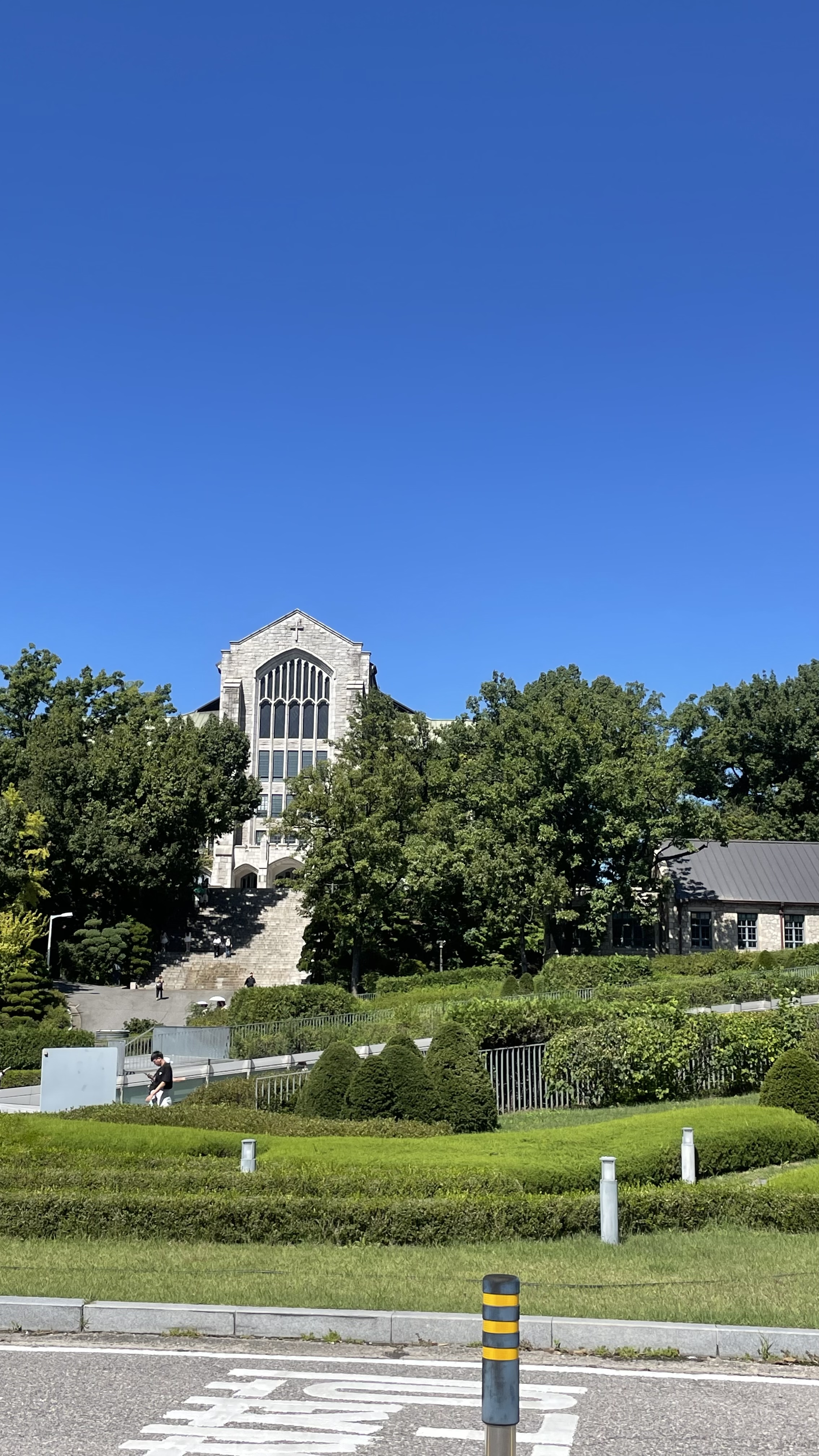
Ewha Womans University

여대에 대한 사회적 인식에 관한 내용이다.
여대는 여성만을 대상으로 고등교육을 제공하는 교육 기관이다. 본 문서에서는 여대의 설립 배경부터, 대한민국 여대의 현황, 여대를 둘러싼 사회적 인식의 변화, 그리고 주요 여대에서 발생한 이슈들을 정리한다.
여자대학교(女大學校, Women's University)**는 여성을 주요 대상으로 하는 고등교육 기관으로, 여성의 교육 기회 확대와 사회 진출을 목적으로 설립된 학교이다. 역사적으로 여대는 남성과의 교육 격차 해소를 위한 사회적 소수자 정책의 일환으로 이해되며, 여성의 독립성과 권리 신장을 위한 공간으로 기능해 왔다.

## 정체성과 상징성
여대는 단순한 교육기관을 넘어, 여성들만의 독립된 공간이자 상징적인 젠더 공간으로 여겨져 왔다. 특히 한국 사회에서는 여대의 구성원과 문화가 보편적인 여성 정체성을 대표하는 것으로 일반화되는 경향이 있으며, 이는 여성 정체성과 관련한 사회적 논쟁과도 맞닿아 있다.

## 페미니즘 담론과의 연계
2015년경 이른바 "페미니즘 리부트" 현상 이후, 여대는 일부 커뮤니티 및 언론에서 "페미니스트 전초기지", "메갈리아 양성소" 등으로 표현되며, 페미니즘 정체성을 대표하는 공간으로 주목받기도 했다. 이에 따라 여대는 여성주의 담론과 관련된 사회적 쟁점의 중심이 되기도 했다.

## 안전 공간으로서의 이중성
여대는 여성에게 심리적·물리적 안전 공간으로 인식되나, 동시에 외부 남성에 의해 침범되는 사건이 반복적으로 발생하면서 위협받는 공간으로서의 이미지도 존재한다. 성범죄 사건 등이 발생했을 때 사회는 여대를 특정 젠더 위협의 상징으로 반응하며, 때로는 과잉 보호 혹은 과도한 낙인의 대상이 되기도 한다.

## 여대의 설립 배경
여대는 일제강점기 및 해방 이후 여성의 교육권 확대를 위해 설립되었으며, 당시의 사회적 필요에 의해 고등교육에서 여성만을 위한 별도의 기관이 존재하게 되었다. 이 장에서는 여대의 설립 목적과 역사적 배경을 서술한다.
해방 이후 한국 사회는 식민 지배의 잔재를 청산하고 근대 국가로서의 체제를 정립해 나가는 과정에 있었으며, 교육 역시 그 변화의 중심에 있었다. 특히 여성 교육은 전통적인 유교적 성 역할 규범으로부터 벗어나 여성의 인권과 사회 참여를 확대하는 수단으로 주목받았다. 여대(여자대학교)의 설립은 이러한 시대적 배경 속에서 여성에게 고등교육의 기회를 제공하고, 사회 진출을 준비시키기 위한 목적에서 시작되었다. 
초기 여대는 단순히 여성에게 교육을 제공하는 공간에 그치지 않고, 남성 중심 사회에서 여성의 자아를 형성하고 사회적 목소리를 낼 수 있도록 하는 중요한 교육기관으로 기능했다. 대표적으로 이화여자대학교는 이미 일제 강점기에 기독교 선교사들에 의해 설립되어 있었지만, 해방 이후 본격적인 고등교육 기관으로 발전하면서 여성 인재 양성의 중심지가 되었다.

## 대한민국의 여자대학교 현황
이 장에서는 현재 대한민국에 존재하는 여대들의 목록과 분포를 소개한다.

### 일반대학 (4년제)
- 이화여자대학교 (서울)
- 숙명여자대학교 (서울)
- 성신여자대학교 (서울)
- 서울여자대학교 (서울)
- 동덕여자대학교 (서울)
- 덕성여자대학교 (서울)
- 광주여자대학교 (광주)

### 전문대학 (2~3년제)
- 경인여자대학교 (인천)
- 수원여자대학교 (경기)
- 한양여자대학교 (서울)
- 서울여자간호대학교 (서울)
- 배화여자대학교 (서울)
- 숭의여자대학교 (서울)

### 공학 전환된 과거 여자대학교
- 상명대학교 (서울) – 과거 상명여자대학교
- 성심대학교 (용인) – 과거 성심여자대학교
- 효성대학교 (대전) – 과거 효성여자대학교

이들 중 일부는 남녀공학으로 전환되었으며, 여대의 정체성과 기능 변화에 대한 논의가 활발히 이어지고 있다.

## 여대에 대한 사회적 인식 변화
시대가 흐름에 따라 여대를 바라보는 사회적 시선은 변화해왔다. 과거에는 여성 인재 양성의 공간으로 긍정적 평가를 받았지만, 최근에는 역차별 논란, 폐지론, 젠더 이슈 등 다양한 담론 속에서 논쟁의 대상이 되기도 한다.

## 해외 여자 대학교의 현황과 논의
여자대학교는 전 세계 여러 국가에서 존재해왔으며, 여성의 고등교육 기회 확대와 성평등 실현을 위한 교육 기관으로서 중요한 역할을 수행해왔다. 그러나 학령인구 감소, 성평등 인식의 변화, 남녀공학 확대 등의 이유로 많은 여대들이 공학으로 전환되었거나 정체성 논의에 직면하고 있다.

### 미국
미국은 역사적으로 여성 고등교육의 중심지 중 하나였으며, 특히 "세븐 시스터즈(Seven Sisters)"라 불리는 명문 여대 그룹이 유명하다.  
대표적인 대학으로는 다음이 있다:
- Wellesley College
- Smith College
- Mount Holyoke College
- Barnard College

20세기 중반까지 약 200개에 달했던 여대는 현재 20개 미만만 남아 있으며, 대부분은 성소수자 입학 확대 및 커리큘럼 개편 등 정체성 재정립을 시도하고 있다.

### 일본
일본은 여전히 다수의 여대가 존재하며, 일부는 국립대이기도 하다.  
대표 대학:
- 오차노미즈여자대학 (국립)
- 도쿄여자대학
- 가쿠슈인여자대학

일본 여대는 보수적인 성 역할 규범 속에서도 여성 전문직 양성에 기여해왔으며, 최근에는 STEM 분야 교육 확대 등 현대화 전략도 병행 중이다.

### 영국
옥스퍼드 및 케임브리지 등 전통적인 명문 대학 내 여대들은 대부분 공학으로 전환되었다.  
예외적으로 뉴넘 칼리지(Newnham College, Cambridge)는 여대 체제를 유지하고 있다.

### 기타 국가
- 사우디아라비아: 세계 최대 여대인 프린세스 노라 비인드 압둘라흐만 대학교(Princess Nora University)가 존재함.
- 인도, 필리핀: 종교·문화적 배경 속에서 여대가 여전히 다수 존재하며, 여성의 교육 접근성을 보장하는 기능을 수행하고 있다.

### 정리
해외 여대들은 각국의 문화·역사적 맥락에 따라 다양한 진화를 겪고 있다. 일부는 여전히 여성 리더 양성의 중심 역할을 유지하고 있으나, 많은 여대들이 공학 전환 압력에 직면하고 있으며, 정체성과 존립 이유를 재정립하는 시기를 맞이하고 있다.

## 한국 여대와 해외 여대의 비교
여자대학교는 국가별로 제도와 사회적 수용도에 차이가 있다. 다음은 대한민국의 여자대학교와 해외(특히 미국 중심)의 여자대학교 간의 제도 및 인식 차이를 비교한 표이다.

### 제도적 차이
| 항목           | 대한민국                            | 해외 (미국 중심)                        |
| -------------- | ----------------------------------- | --------------------------------------- |
| 설립 주체      | 대부분 사립                         | 사립 중심, 일부 명문대학 칼리지 내 포함 |
| 입시 제도      | 수능 기반 정시·수시 체계            | Holistic Review 방식                    |
| 정부 정책 연계 | 여성 리더 양성, 일부 국가 지원 존재 | 독립적 운영, 자율 커리큘럼 중심         |
| 학위 체계      | 학부 중심, 일부 대학원 과정 존재    | 리버럴 아츠 중심의 단과대학 구조        |
| 성별 정책      | 여성만 입학 (일부 남학생 수용 논의) | 트랜스젠더 등 성소수자 포괄 정책 도입   |

### 사회적 인식 차이
| 항목                  | 대한민국                           | 해외 (미국 중심)                       |
| --------------------- | ---------------------------------- | -------------------------------------- |
| 존재 이유에 대한 인식 | 역차별 논란, 시대착오적 시선 병존  | 여성 리더십 양성 기관으로 긍정 평가    |
| 페미니즘 수용도       | 일부 여대는 정치적 이미지로 논란됨 | 페미니즘 교육이 정체성의 일부로 통용됨 |
| 공학 전환 반응        | 절차 논란, 학생 반발 사례 존재     | 자발적 전환 다수, 갈등 상대적으로 적음 |
| 졸업생 이미지         | 폐쇄적, 편향적이라는 시각 존재     | 독립성, 리더십 상징으로 인식           |
| 학생 커뮤니티 특성    | 강한 정체성과 정치적 긴장 가능성   | 다양성 기반의 정체성 공유 문화         |

### 제도적 차이
| 항목           | 대한민국                            | 해외 (미국 중심)                        |
| -------------- | ----------------------------------- | --------------------------------------- |
| 설립 주체      | 대부분 사립                         | 사립 중심, 일부 명문대학 칼리지 내 포함 |
| 입시 제도      | 수능 기반 정시·수시 체계            | Holistic Review 방식                    |
| 정부 정책 연계 | 여성 리더 양성, 일부 국가 지원 존재 | 독립적 운영, 자율 커리큘럼 중심         |
| 학위 체계      | 학부 중심, 일부 대학원 과정 존재    | 리버럴 아츠 중심의 단과대학 구조        |
| 성별 정책      | 여성만 입학 (일부 남학생 수용 논의) | 트랜스젠더 등 성소수자 포괄 정책 도입   |

### 사회적 인식 차이
| 항목                  | 대한민국                           | 해외 (미국 중심)                       |
| --------------------- | ---------------------------------- | -------------------------------------- |
| 존재 이유에 대한 인식 | 역차별 논란, 시대착오적 시선 병존  | 여성 리더십 양성 기관으로 긍정 평가    |
| 페미니즘 수용도       | 일부 여대는 정치적 이미지로 논란됨 | 페미니즘 교육이 정체성의 일부로 통용됨 |
| 공학 전환 반응        | 절차 논란, 학생 반발 사례 존재     | 자발적 전환 다수, 갈등 상대적으로 적음 |
| 졸업생 이미지         | 폐쇄적, 편향적이라는 시각 존재     | 독립성, 리더십 상징으로 인식           |
| 학생 커뮤니티 특성    | 강한 정체성과 정치적 긴장 가능성   | 다양성 기반의 정체성 공유 문화         |

## 주요 사건 및 이슈
다음은 여대를 둘러싼 대표적인 사건들과 논란을 대학별로 정리한 것이다.

### 숙명여자대학교
- 남성 출입 이슈, 성별 관련 교내 갈등 

### 1. 트랜스젠더 여성의 입학 논란 (2020년)
2020년, 트랜스젠더 여성 A씨가 숙명여자대학교 법과대학에 합격하였으나, 일부 재학생 및 졸업생들의 반발로 인해 입학을 포기하였다. 이 사건은 성소수자의 권리와 여대의 정체성에 대한 사회적 논의를 촉발하였다.

### 2. 개인정보 유출 사고 (2023년)
숙명여자대학교는 2015년, 2016년, 2018학년도 수시모집 지원자들의 개인정보가 해킹으로 유출된 사실을 2023년에 확인하였다. 유출된 정보에는 이름, 주민등록번호, 수험번호 등이 포함되어 있었다.

### 3. 외부인 출입 허용 논란 (2022년)
2022년, 숙명여자대학교는 캠퍼스를 외부인에게 개방하려는 계획을 발표하였으나, 과거 외부인에 의한 범죄 사례 등을 이유로 학생들의 반발이 거세어 계획을 보류하였다.

### 4. 트랜스젠더퀴어 혐오 사건 (2019년)
2019년, 숙명여자대학교 내에서 트랜스젠더 및 퀴어 혐오 발언과 대자보 훼손 사건이 발생하였다. 이에 대해 학내외에서 혐오를 규탄하는 대자보와 연대 활동이 이어졌다.

### 5. 김건희 여사 석사 논문 표절 의혹 (2021~2024년)
숙명여자대학교는 김건희 여사의 석사 논문에 대한 표절 의혹을 조사하여 표절로 잠정 결론을 내리고 이를 통보하였으나, 김 여사 측은 수신을 거부하였다. 이후 이의신청이 없어 표절이 확정되었다. 
동덕여자대학교
- 학생회 선거 논란, 젠더 관련 캠페인 사건 등
2024년 11월, 동덕여대에서 남녀공학 전환 논의가 학생들에게 알려지면서 대규모 시위가 발생했습니다. 학생들은 학교 측이 학생들의 의견을 수렴하지 않고 비밀리에 공학 전환을 추진했다고 비판하며, 본관 점거, 수업 거부, 피켓 시위 등 다양한 방식으로 항의했습니다. 학교 측은 처음에는 공학 전환 논의가 없었다고 주장했으나, 이후 3년 전부터 내부적으로 논의가 있었던 것으로 드러났습니다. 이 과정에서 학교는 시위 학생들을 형사 고소하기도 했으나, 갈등이 장기화되자 고소를 취하하고 공론화위원회를 통해 학생들과의 대화를 재개하겠다는 입장을 밝혔습니다.

### 서울여자대학교
- 역차별 논란, 커뮤니티 발언 문제 등
- 여대의 존재가 남성에 대한 역차별이라는 주장이 제기됐다. 특히, 여대에만 설치된 전문대학원(예: 약학대학, 법학전문대학원)에 남성이 지원할 수 없는 점이 문제로 지적됐다. 이러한 주장은 서울여자대학교를 포함한 여대의 입학 정책에 대한 논의로 이어졌다.
-서울여자대학교 내 온라인 커뮤니티에서는 일부 발언이 논란이 됐다. 특히, 특정 성별이나 집단에 대한 혐오 표현이 사용되면서 학생들 간의 갈등을 초래했다. 이러한 문제는 대학 내에서의 표현의 자유와 혐오 표현 사이의 경계에 대한 논의를 촉발했다.

### 상명여자대학교과 동덕 여대의 공학 전환 사건의 관점 차이
상명여자대학교는 1996년 남녀공학으로 전환되었으며, 당시에는 별다른 사회적 반발 없이 전환이 이루어졌다. 이는 2024년 동덕여자대학교의 공학 전환 논의와 비교해볼 때, 다음과 같은 차이점들이 존재한다.
- 전환 시기의 사회적 맥락 차이: 상명여대의 공학 전환은 1990년대 중반, 젠더 이슈와 성평등 담론이 지금처럼 대중적으로 확산되기 이전의 일이었다. 반면, 동덕여대의 논의는 성평등, 젠더 갈등, 페미니즘 등 민감한 주제가 사회적으로 활발히 논의되는 시점에서 발생하였다.

- 진행 방식의 차이: 상명여대는 비교적 조용하고 공식적인 절차를 통해 공학 전환이 이루어진 반면, 동덕여대는 비공개 논의와 정보 비공유 상태에서 공학 전환이 추진되면서 구성원들의 강한 반발을 불러일으켰다.

- 학교 정체성과 커뮤니티의 인식 차이: 상명여대는 상대적으로 '여대 정체성'이 강하지 않았으며, 구성원 내에서 공학 전환에 대한 저항이 적었다. 반면 동덕여대는 비교적 강한 여성 공동체 정체성을 지닌 학교로, 전환 자체에 대한 비판뿐 아니라 절차적 정당성에 대한 문제제기가 크게 일었다.

- 디지털 미디어 환경의 차이: 상명여대 전환 당시에는 SNS와 온라인 커뮤니티가 보편화되지 않았기 때문에 학생 여론이나 사회적 반응이 실시간으로 확산되기 어려웠다. 반면 동덕여대 사건은 SNS와 언론 보도를 통해 빠르게 확산되며 사회적 쟁점으로 떠올랐다.

이러한 이유들로 인해 상명여대의 공학 전환은 상대적으로 조용히 이루어진 반면, 동덕여대의 사례는 여대의 정체성과 민주적 절차에 대한 사회적 관심을 불러일으켰다.